# Sadmind
Sadmind is een computerworm. Het virus maakt gebruik van kwetsbaarheden in Sun Microsystems' Solaris en Microsofts Internet Information Services.
De worm publiceert een bericht op de geïnfecteerde webservers, het bericht is bedoeld voor de Amerikaanse overheid en PoizonBOx.
Het bericht bevat de volgende tekst:

fuck USA Government

fuck PoizonBOx

contact:sysadmcn@yahoo.com.cn

## Kwetsbare systemen

### Microsoft Internet Information Services
- Versie 4.0
- Versie 5.0

### Solaris
- Versie 2.3
- Versie 2.4